# هاکاتا دون‌تاکو

هاکاتا دون‌تاکو (به ژاپنی: 博多どんたく Hakata Dontaku) جشنواره ای است که هر ساله در شهر فوکوئوکا، ژاپن برگزار می‌شود. دون‌تاکو با بیش از ۸۴۰ سال سابقه، یک جشنواره سنتی است. این جشنواره به بخشی مهم از زندگی شهروندان فوکوئوکا تبدیل شده‌است و یکی از سه جشنواره بزرگ این شهر است. در شب افتتاحیه جشن که ۲ مه است، یک مسیر ۱٫۲ کیلومتری «میجی-دوری»، یکی از پرترددترین معابر فوکوئوکا، به روی وسایل نقلیه بسته شده و به خیابان دون‌تاکو تبدیل می‌شود.

## بررسی اجمالی
هاکاتا دون‌تاکو جشنواره ای است که از سال ۱۹۶۲ هر ساله در هفته طلایی (گلدن ویک (ژاپن))، از روز سوم تا پنجم ماه مه در شهر فوکوئوکا، استان فوکوئوکا، ژاپن برگزار می‌شود.
در این دو روز معمولاً بیش از ۶۵۰ گروه، ۳۳۰۰۰ نفر مجری و بیش از ۲ میلیون نفر تماشاگر وجود دارد و یکی از مشهورترین و بزرگترین جشنواره‌های ژاپن است. علاوه بر این، یکی از بزرگترین جشنواره‌های فوکوئوکا نیز است. دو جشنواره محبوب دیگر در هاکاتا جیئون یاماکاسا و حوزیوئویا (Houzyouya) است.
افرادی از داخل و خارج فوکوئوکا و همچنین خارج از کشور برای دیدن این جشنواره عظیم حضور پیدا می‌کنند. این جشنواره دارای دو بخش اصلی است که رژه و اجرا هستند. زنان و مردان صرف نظر از سن با لباس‌های مختلف در خیابان‌ها قدم می‌زنند وبرخی از آنها ساز می‌نوازند و برخی دیگر با قاشق‌های برنجی (شاموجی) تولید صدا می‌کنند. افرادی که به جلسه ای که معمولاً در ماه فوریه برگزار می‌شود می پیوندند می‌توانند در رژه شرکت کنند همچنین، بیش از ۳۰ مرحله / مکان اجرا در شهر وجود دارد.
از اواخر دوره قرون وسطی آن را به عنوان مراسم جشن مبارک باد در سال نو برپا می‌داشتند. کلمه دون‌تاکو از کلمه «زونتاگ» به معنی یکشنبه در زبان هلندی گرفته شده‌است. در قرن نوزدهم میلادی این مراسم را «ماتسوبایاشی» می‌نامیدند. طی مراسم معمولاً تجار محل نماد هفت خدای بخت و اقبال (شیچی فوکو جین) را با خود حمل می‌کردند و سال نو را تبریک می‌گفتند. امروزه کودکان و بزرگسالان با پوشیدن لباس مخصوص در مراسم شرکت می‌کنند. در این مراسم برگزارکنندگان نماد هفت رب‌ّالنّوع خوشبختی و ارابه ویژه مراسم را که تندیس‌ها در آن جای دارند حمل می‌کنند و طبل و کمانچه سنتی ژاپن (شامیسن) به صدا در می‌آید. یکی از مراسم ویژه این جشن گروه نوازندگان است که با لباس‌های بسیار زیبا طبل و کمانچه می‌زنند.